# Ferdinand Tusel
Ferdinand Tusel (* 17. Mai 1851 in Wien; † 4. Februar 1935 in Innsbruck) war Oberkondukteur der k.k. Staatsbahnen und Abgeordneter zum Österreichischen Abgeordnetenhaus.

## Leben
Ferdinand Tusel war Sohn des Bandmachergesellen Michael Tusel († 1875). Nach dem Besuch einer Unterrealschule ging er an eine Gremialhandelsschule und auf eine vorbereitende technische Gewerbeschule. Er machte eine Lehre in einer Ledergalanteriefabrik und war ab 1868 Gehilfe (gewerblicher Hilfsarbeiter) in Wien. Ab etwa 1875 arbeitete er bei der Staatsbahn, zunächst als Wagenputzer, dann als Verschieber, als Kanzleidiener und als Bremser. Im Jahr 1879 wurde er Zugsführer (Schaffner), zunächst in Selzthal, ab etwa 1882 im Land Salzburg. 1890 wurde er Oberkondukteur in Bischofshofen und 1900 in Salzburg. Im Jahr 1906 war er Zugrevisor bei der Staatsbahndirektion in Innsbruck. 1909 ging er als Bahnadjunkt in Pension.
Ferdinand Tusel wurde 1912 Gemeindesekretär und Geschäftsführer des Spar- und Darlehenskassen-Vereines (Raiffeisenkasse) in Hochfilzen. Im Jahr 1925 ging er in den Ruhestand. Er starb am 4. Februar 1935 im Alter von 83 Jahren an Arteriosklerose.
Er war römisch-katholisch und ab 1872 verheiratet mit Barbara (Betty) Miller († 1922), mit der er drei Töchter und mindestens 3 Söhne hatte, wobei ein Sohn jung verstorben ist.

## Politische Funktionen
Ferdinand Tusel war vom 27. März 1897 bis zum 7. September 1900 Abgeordneter des Abgeordnetenhauses im Reichsrat (IX. Legislaturperiode) und war dort für die Kurie allgemeine Wählerklasse zuständig.

## Klubmitgliedschaften
Ferdinand Tusel war Mitglied im Klub der Katholischen Volkspartei.